# Ogniewo (obwód wołogodzki)
Ogniewo (ros. Огнево) – wieś w Rosji, w rejonie mieżdurieczeńskim obwodu wołogodzkiego. W 2010 r. liczyła 9 mieszkańców.